# Stethorrhagus penai
Stethorrhagus penai là một loài nhện trong họ Corinnidae.
Loài này thuộc chi Stethorrhagus. Stethorrhagus penai được miêu tả năm 1994 bởi Bonaldo & Antonio D. Brescovit.